# Lech Lutogniewski
Lech Lutogniewski (ur. 13 października 1953 we Wrocławiu, zm. 23 października 2006 w Bydgoszczy) – polski dziennikarz-reporter, konferansjer, producent medialny, twórca pierwszego bydgoskiego portalu informacyjnego. 

## Życiorys
Działalność rozpoczął od współpracy z Rozgłośnią Harcerską jeszcze w szkole średniej. Podczas studiów na UMK (w 1976 ukończył Wydział Prawa) kierował studenckim "Radiem Centrum". Zawodową pracę rozpoczął w Polskim Radiu w Gdańsku, a następnie w Bydgoszczy. W latach 1977–1989 pracował lub współpracował jako dziennikarz z ok. 40 redakcjami, m.in. z „Prawo i Życie”, „Sztandar Młodych”, „Ilustrowany Kurier Polski”, „Kujawy”. W latach 1982–1989 działał zarówno w prasie oficjalnej, jak i podziemnych wydawnictwach. Po przywróceniu do pracy w 1989 roku najpierw w Telewizji Polskiej, a następnie ponownie w Polskim Radiu w Bydgoszczy, następnie III Programie Polskiego Radia i bydgoskiej mutacji Gazety Wyborczej. Od 1992 roku prowadził własną agencję informacyjno-eventową, posiadał także lokalny, pierwszy w Bydgoszczy portal informacyjny i radio internetowe, w którym pracował z młodzieżą. Pisywał także artykuły do Bydgoskiego Informatora Kulturalnego. Kilkanaście razy prowadził organizowane na zlecenie miasta powitanie Nowego Roku. Współpracował z agencjami specjalizującymi się w kształtowaniu wizerunku osób i firm. Znany był z niekonwencjonalnych pomysłów happeningowych (np. własny pogrzeb, odsłonięcie tablicy ku swojej czci na Starym Rynku w Bydgoszczy, próba "reaktywacji" gminy żydowskiej, wniesienie broni na konferencję prasową policji ws. zagrożenia terrorystycznego, zamykanie się w klatce w ZOO, granie na skrzypcach na dachu kamienicy). Różnymi przedsięwzięciami zyskał miano osoby kontrowersyjnej, która lubiła szokować i prowokować: zachowaniem, ubiorem i pomysłami. Charakterystyczny strój (biały lub czarny garnitur, wysoki kapelusz i wieczna muszka) oraz gardłowe "r" nie pozwalały pomylić go z nikim innym. Miłośnik nowinek technicznych (cyfrowe aparaty fotograficzne, kamery, internet). Zmarł nagle na zawał serca.
Był członkiem Związku Młodzieży Socjalistycznej i Zrzeszenia Studentów Polskich oraz Międzynarodowego Centrum Technik Animacji i Dokumentacji Muzycznej „Jeunesse Musica-Ies”. Odznaczony był Złotą Odznaką OHP i Srebrną Odznaką ZSP oraz Nagrodą Prezydenta Bydgoszczy. 
Początkowo rozpracowywany przez SB w ramach SOS krypt. „Radio” (26 XI 1975–21 II 1976) oraz SOS „Recydywa” (8 VI 1976–19 VI 1976). Zarejestrowany jako TW „Andrzej” 10 V 1979 r. przez Wydział III KW MO. Zdjęty z ewidencji 29 XI 1982 r. Ponownie zarejestrowany 10 VI 1984 r. przez Wydział I Zarządu WSW POW „w celu rozpoznawania środowisk antysocjalistycznych”. Wyrejestrowany 7 VIII 1985 r. z powodu „utraty wiarygodności” (AIPN By 0085/302, Teczka personalna TW „Andrzej”, nr rej. 17928).